# Monson Center
Monson Center é um lugar designado pelo censo localizado no condado de Hampden no estado estadounidense de Massachusetts. No Censo de 2010 tinha uma população de 2.107 habitantes e uma densidade populacional de 241,69 pessoas por km².

## Geografia
Monson Center encontra-se localizado nas coordenadas 42° 05′ 53″ N, 72° 17′ 45″ O. Segundo a Departamento do Censo dos Estados Unidos, Monson Center tem uma superfície total de 8.72 km², da qual 8.69 km² correspondem a terra firme e (0.33%) 0.03 km² é água.

## Demografia
Segundo o censo de 2010, tinha 2.107 pessoas residindo em Monson Center. A densidade populacional era de 241,69 hab./km². Dos 2.107 habitantes, Monson Center estava composto pelo 96.35% brancos, o 0.62% eram afroamericanos, o 0.28% eram amerindios, o 0.81% eram asiáticos, o 0% eram insulares do Pacífico, o 0.09% eram de outras raças e o 1.85% pertenciam a duas ou mais raças. Do total da população o 1.99% eram hispanos ou latinos de qualquer raça.